# Swingtrading
Swingtrading (englisch für: swing = schwingen oder sich drehen, trading = Handeln) bezeichnet eine hochspekulative Anlagestrategie, bei der versucht wird, durch die Ausnutzung von Kursschwankungen Gewinne zu erzielen.

## Bedeutung
Swingtrading bedeutet das Eingehen und wieder Auflösen einer Handelsposition wie zum Beispiel Aktien, Derivate etc. innerhalb eines meist kurzen Zeitraumes, oftmals auch innerhalb eines Tages (Daytrading). Die Auswahl der Positionen wird mit Hilfe kurzfristiger Chartsignale vorgenommen.
Der Ansatz des Swingtradings ist es, dass mittel- und langfristige Kursbewegungen grundsätzlich aus so genannten Swings bestehen. Das heißt, dass eine Aktie niemals linear in eine Richtung läuft, sondern dies immer unter kurzfristigen Kursschwankungen (den sogenannten Swings) abläuft.
Diese Swings finden immer und in jeder Börsenphase statt, egal in welcher Marktphase sich die Börsen gerade befinden. Sowohl in einer Hausse, Seitwärtsphase oder einer Baisse gibt es kleinere und übergeordnete Swings; oftmals stellen gerade die Seitwärtsphasen die eigentlich interessanteste Möglichkeit für erfolgreiches Swingtrading dar. Beim Swingtrading handelt es sich grundsätzlich eher um eine kurzfristige Tradingstrategie, da die Positionen hauptsächlich im Bereich weniger Tage bis Wochen, manchmal aber auch nur Stunden eingegangen und wieder aufgelöst werden.
Ob man mit Hilfe des Swingtradings systematisch eine Überrendite erwirtschaften kann, ist wissenschaftlich nicht erwiesen und umstritten. Vertreter der klassischen Finanzmarkttheorien (Markteffizienzhypothese, Random Walk) lehnen diese Vorstellung ab.